# قلعه نوشوکتی
قلعه‌نو شوکتی که در گویش محلی قِلا نو نامیده می‌شود روستایی است در شهرستان بروجرد در استان لرستان. این روستا در دهستان شیروان در بخش مرکزی این شهرستان قرار دارد.

## جمعیت
بنابر سرشماری مرکز آمار ایران، جمعیت این روستا در سال ۱۳۸۵، برابر با ۳۵۰ نفر بوده‌است که از این میان ۱۷۳ نفر مرد و بقیه زن بوده‌اند. قلعه‌نو ۸۷ خانوار جمعیت دارد. 